# فهد نجار
فهد نجار (1935 -) مطرب أردني من مواليد فلسطين.

## مسيرته
انتسب لإذاعة القدس في الخمسينات ثم حضر للأردن وعمل في إذاعة المملكة الأردنية الهاشمية. قدم الكثير من الأغاني من أشهرها «على جناح الطير» و «مقدر أقول لك». توفي في مطلع الثمانينيات من القرن الماضي.

## بدايته الفنية
أول أغنية له كانت أغنية «يا ريتني طير» من ألحان يحيى اللبابيدي وسجلها في حيفا في فلسطين لشركة بيضا فون للأسطوانات، ولسوء حظه حضر فريد الأطرش إلى فلسطين في أوائل الأربعينيات وسجل نفس الأغنية، وبسبب شهرة ونجومية فريد الأطرش التي طغت على معظم المطربين في ذلك العصر، فقد اشتهرت الأغنية بصوته أكثر من شهرتها بصوت صاحبها الحقيقي وهو المطرب فهد نجار. وأيضا كان عازفاً ماهراً على العود وقد تتلمذ على يد عازف العود الشهير في ذلك الوقت في فلسطين وفي بلاد الشام رامز الزاغة، الذي كان يعترف ويقول دائماً (رب تلميذ فاق أستاذه) ويقصد فهد نجار.